# Carludovica sulcata
Carludovica sulcata là một loài thực vật có hoa trong họ Cyclanthaceae. Loài này được Hammel miêu tả khoa học đầu tiên năm 1986.